# Oliarus mogoponipae
Oliarus mogoponipae är en insektsart som beskrevs av Van Stalle 1991. Oliarus mogoponipae ingår i släktet Oliarus och familjen kilstritar. Inga underarter finns listade i Catalogue of Life.